# ایلیم

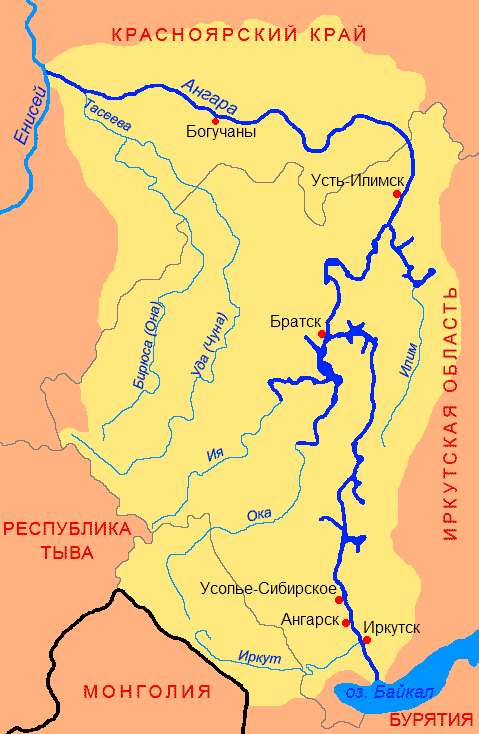
نقشه هوایی از رود ایلیم در کشور روسیه

ایلیم (به لاتین: Ilim) یک رود در روسیه است که در استان ایرکوتسک واقع شده‌است.